# Mark Zuckerberg
Mark Zuckerberg (polno ime Mark Elliot Zuckerberg), ameriški podjetnik, * 14. maj 1984, White Plains, New York, ZDA.
Mark Zuckerberg je ameriški medijski magnat, internetni podjetnik in filantrop. Znan je kot soustanovitelj podjetja Meta Platforms, Inc. (prej imenovano Facebook, Inc.) in je njegov predsednik, glavni izvršni direktor in glavni delničar. Je tudi soustanovitelj projekta razvoja vesoljskih plovil na sončno energijo Breakthrough Starshot in je eden od njegovih članov upravnega odbora.
Obiskoval je univerzo Harvard, kjer je februarja 2004 s svojimi sostanovalci Eduardom Saverinom, Andrewom McCollumom, Dustinom Moskovitzom in Chrisom Hughesom v študentskem domu v sobi zagnal novo socialno omrežje Facebook. Sprva je bilo oblikovano le za izbrane univerzitetne kampuse, nato pa se je hitro razširilo tudi izven šol in do leta 2012 doseglo milijardo uporabnikov. Zuckerberg je maja 2012 podjetje z večinskimi deleži predstavil javnosti. Leta 2007 je pri 23-ih letih postal najmlajši miljarder na svetu, ki je bogastvo oblikoval iz lastnega dela. Novembra 2021 je Zuckerbergova neto vrednost znašala 126 milijard dolarjev, s čimer je postal 7. najbogatejši človek na svetu.
Leta 2008 je revija Time Zuckerberga uvrstila med 100 najvplivnejših ljudi na svetu v sklopu svojega izbora Osebnost leta, za katero je bil izbran leta 2010. Decembra 2016 je bil Zuckerberg na Forbesovi lestvici najvplivnejših ljudi uvrščen na 10. mesto.

## Zgodnje življenje
Mark Elliot Zuckerberg se je rodil v White Plainsu v New Yorku 14. maja 1984. Njegova mama je psihiatrinja Karen (rojena Kempner), oče pa zobozdravnik Edward Zuckerberg. Skupaj s tremi sestrami Arielle, podjetnico Randi in pisateljico Donno so odraščali v reformistični judovski družini v Dobbs Ferryju v New Yorku. Njegovi prastari starši so bili judovski emigranti iz Avstrije, Nemčije in Poljske. Ko je Mark dopolnil 13 let, je praznoval bar micvo na temo Vojne zvezd. Na srednji šoli Ardsley v New Yorku je bil odličen učenec. Po dveh letih se je prepisal na zasebno akademijo Phillips Exeter, kjer je osvojil nagrade iz astronomije, klasičnih študij, matematike in fizike. Kot otrok se je udeležil tudi poletnega tabora Centra za nadarjene mlade univerze Johns Hopkins. V svoji prošnji za sprejem na fakulteto je navedel, da zna brati in pisati v stari grščini, francoščini, hebrejščini in latinščini. Bil je tudi kapetan sabljaške ekipe.

## Razvijalec programske opreme

### Zgodnja leta
Zuckerberg je začel uporabljati računalnike in ustvarjati programsko opremo v srednji šoli. V 90-ih letih 20. stoletja ga je oče naučil programiranja Atari BASIC, pozneje pa je najel razvijalca programske opreme Davida Newmana, da ga je zasebno poučeval. Zuckerberg je v času srednje šole opravil še podiplomski tečaj na Mercy Collegeu blizu svojega doma. Sprogramiral je programsko opremo ZuckNet, s katero je omogočil, da so vsi računalniki med domom in očetovo zobozdravstveno ordinacijo komunicirali med seboj in so lahko ordinacijo upravljali od doma. Ta oprema velja za primitivno različico AOL-ovega Instant Messengerja, ki je izšel naslednje leto.
Na profilu v New Yorkerju so o Zuckerbergu zapisali: »Nekateri otroci so igrali računalniške igre. Mark jih je ustvaril.« Sam Zuckerberg se tega obdobja spominja tako: »Imel sem kup prijateljev, ki so bili umetniki. Prihajali so, risali stvari in iz tega sem sestavil igro.« Na profilu v New Yorkerju prav tako piše, da Zuckerberg ni bil tipičen obsedenec z igrami, saj je pozneje postal kapetan sabljaške šolske ekipe in diplomiral iz klasike. Soustanovitelj Napsterja Sean Parker, njegov tesen prijatelj, je o njem povedal, da je bil res navdušen nad grškimi epi in vsem tem, pri čemer se je spominjal, kako je nekoč med konferenco o izdelkih na Facebooku citiral verze iz Virgilove rimske epske pesnitve Eneida.
V času srednje šole je delal pod imenom Intelligent Media Group, da bi ustvaril predvajalnik glasbe, imenovan Synapse Media Player. Naprava je uporabljala strojno učenje, da je analizirala uporabnikove navade poslušanja. Objavil jo je na Slashdotu, tam je prejela oceno 3 od 5 točk s strani PC Magazine.